# Острів Рейнеке (Охотське море)
Рейнеке — острів на півдні Охотського моря, за 5,5 км на північ від мису Олександра на західному березі Сахалінської затоки; територія Ніколаєвського району Хабаровського краю Російської Федерації. Описаний на початку 1860-х років. Названий на честь російського віцеадмірала Михайла Рейнеке.
Висота — 350 м. Має високі урвисті береги. Гори на острові витягнуті ланцюгом із заходу на схід. Південні схили гір пологі, північні — круті.